# Baboucarr Gaye
Baboucarr Gaye (ur. 24 lutego 1998 w Bielefeld) – gambijski piłkarz grający na pozycji bramkarza. Od 2020 jest zawodnikiem klubu FC Rot-Weiß Koblenz.

## Kariera piłkarska
Swoją piłkarską karierę Gaye rozpoczął w 2007 roku w juniorach Arminii Bielefeld. W latach 2015–2018 zaczął grać w rezerwach tego klubu, a w sezonie 2018/2019 był członkiem pierwszego zespołu. Jesienią 2019 grał w SG Wattenscheid 09, a wiosną 2020 był zawodnikiem rezerw VfB Stuttgart. Latem 2020 przeszedł do FC Rot-Weiß Koblenz.

## Kariera reprezentacyjna
W reprezentacji Gambii Gaye zadebiutował 9 października 2020 w wygranym 1:0 towarzyskim meczu z Kongiem, rozegranym w Parchal. W 2022 roku został powołany do kadry na Puchar Narodów Afryki 2021. Rozegrał na nim trzy mecze: grupowy z Tunezją (1:0), w 1/8 finału z Gwineą (1:0) oraz ćwierćfinałowy z Kamerunem (0:2).